# Gracze (gromada)
Gracze – dawna gromada, czyli najmniejsza jednostka podziału terytorialnego Polskiej Rzeczypospolitej Ludowej w latach 1954–1972.
Gromady, z gromadzkimi radami narodowymi (GRN) jako organami władzy najniższego stopnia na wsi, funkcjonowały od reformy reorganizującej administrację wiejską przeprowadzonej jesienią 1954 do momentu ich zniesienia z dniem 1 stycznia 1973, tym samym wypierając organizację gminną w latach 1954–1972.
Gromadę Gracze z siedzibą GRN w Graczach utworzono – jako jedną z 8759 gromad na obszarze Polski – w powiecie niemodlińskim w woj. opolskim, na mocy uchwały nr VII/24/54 WRN w Opolu z dnia 4 października 1954. W skład jednostki weszły obszary dotychczasowych gromad Gracze, Magnuszowice, Magnuszowiczki, Molestowice, Radoszowice, Sarny Małe i Sarny Wielkie ze zniesionej gminy Gracze w tymże powiecie. Dla gromady ustalono 27 członków gromadzkiej rady narodowej.
31 grudnia 1959 do gromady Gracze włączono wieś Stroszowice ze zniesionej gromady Oldrzyszowice w tymże powiecie.
31 grudnia 1961 do gromady Gracze włączono wsie Rogi, Góra, Tarnica, Rutki i Tłustoręby ze zniesionej gromady Rogi w tymże powiecie. 
Gromada przetrwała do końca 1972 roku, czyli do kolejnej reformy gminnej. 1 stycznia 1973 w powiecie niemodlińskim reaktywowano gminę Gracze, zniesioną ponownie 30 października 1975.